# گرگ لابرادور
گرگ لابرادور (نام علمی: Canis lupus labradorius) نام یک زیرگونه از گونه گرگ است.